# 伊维德
伊维德（荷蘭語：Wilt L. Idema，1944年11月12日—），荷兰汉学家，哈佛大学教授。对早期的中国戏剧、中国近现代女性文学、中国流行叙事民谣以及早期白话小说的发展感兴趣。

## 生平
伊维德，1944年出生在荷兰德伦特省库福尔登，1968年在莱顿大学汉语言文化系获得学士学位。毕业后先后在日本札幌北海道大学社会系和京都大学人文科学研究所以及香港的大学服务中心从事研究，1974年在导师何四维指导下获得莱顿大学博士学位并留校任教，担任中国语言与文学教授。他曾两度担任莱顿大学人文学院院长，后又成为夏威夷大学、加州伯克利大学和法国高等研究应用学院访问学者。2000年担任哈佛大学中国文学教授。也是荷兰皇家艺术与科学学院院士。

## 著作

### 英文著作
- Chinese Vernacular Fiction: the Formative Period, Leiden, 1974（《中国白话小说：形成时期》，莱顿，1974年）
- Chinese Theater, 1100-1450: a Source Book, Wiesbaden, 1982（《中国戏剧资料，1100年－1450年》，威斯巴登，1982年，与奚如谷合著）
- The Dramatic Oeuvre of Chu Yu-tun (1379-1439), Leiden, 1985（朱有[火敦]（1379－1439年）的戏剧作品研究》，莱顿，1985年）
- The Moon and Zither: the Story of the Western Wing, University of California Press, 1991（王实甫著，伊维德与奚如谷译，《月与琴：西厢记》，加州大学出版社，1991年）
- The Story of the Western Wing, University of California Press, 1995（王实甫著，伊维德与奚如谷译，《西厢记》，加州大学出版社，1995年）
- A Guide to Chinese Literature, Center for Chinese Studies, The University of Michigan, Ann Arbor, 1997（与汉乐逸合著：《中国文学导论》，密西根大学出版社，1997年）
- The Red Brush: Writing Women of Imperial China, Harvard University Asia Center, 2004（《彤管：中国帝制时代妇女作品选》，哈佛大学亚洲中心，2004 年，与管佩达合著）
- Trauma and Transcendence in Early Qing Literature, ed. by W. L. Idema, Wai-yee Li and E. Widmer, Harvard University Asia Center, 2005（伊维德、李蕙薏、魏爱莲等合著，《清初文学中的创伤与超越》，哈佛大学亚洲中心，2005年）

### 中译著作
- 伊维德著，马清槐、唐芜译，“荷兰汉学：过去、现在和未来”，《传统文化与现代化》，1993年第1期，第79－86页，第2期，第89－91页
- 伊维德著，程瑛译，“诸宫调研究－－对于不同见解的重估”，《欧洲中国古典文学研究名家十年文选》，江苏人民出版社，1998年，第336－377页
- 伊维德著，张旭春译，“诗人、大臣和僧侣的冲突：1250－1450年间杂剧中的苏轼形象”，《欧洲中国古典文学研究名家十年文选》，江苏人民出版社，1998年，第378－407页
- 伊维德著，苏明明译，“性与贞－－弘治本《西厢记》中莺莺的形象的塑造”，《欧洲中国古典文学研究名家十年文选》，江苏人民出版社，1998年，第408－439页
- 伊维德著，程瑛译，“高罗佩研究”，《国际汉学》第5期（2000年），第 37－51页
- 伊维德著，宋耕译，“我们读到的是‘元’杂剧吗－－杂剧在明代宫廷的嬗变”，《文艺研究》，2001年第3期，第97－106页
- 伊维德著，“改头换面的孝鹦哥－－《鹦哥宝卷》短论”，《文学、文化与世变》，台北：中央研究院中国文哲研究所，2002年，第469－489页

## 荣誉
- 1992年荣获荷兰国家翻译奖(Martinus Nijhoff Prijs)。[2]
- 2015年荣获中华人民共和国新闻出版总署颁发的第九届中华图书特殊贡献奖，是二十位获奖者之一。[3]